# Vasile Dîba
Vasile Dîba (* 24. Juli 1954 in Jurilovca; † vor oder am 20. Februar 2024 in Bukarest) war ein rumänischer Kanute. Er wurde 1976 im Einer-Kajak über 500 Meter Olympiasieger.

## Erfolge
Vasile Dîba nahm dreimal an Olympischen Spielen teil, bei denen er große Erfolge erzielte. Bei seinem Olympiadebüt 1976 in Montreal trat er im Einer-Kajak auf zwei Distanzen an. Über 500 Meter gewann er seinen Vorlauf mit 1:54,14 min und blieb auch in seinem Halbfinallauf mit 1:53,64 siegreich. In letzterem hatte er über eine Sekunde Vorsprung auf den Zweitplatzierten. Im Finallauf setzte er sich ebenfalls gegen alle acht Konkurrenten durch und überquerte nach 1:46,41 min als Erster die Ziellinie. Damit wurde er vor dem Ungarn Zoltán Sztanity und Rüdiger Helm aus der DDR Olympiasieger. Auf der 1000-Meter-Strecke beendete er seinen Vorlauf hinter Rüdiger Helm als Zweiter, ebenso seinen Halbfinallauf hinter Oreste Perri aus Italien. Im Finale war er zwar mit 3:49,65 min schneller als Perri, der 1,5 Sekunden hinter ihm als Vierter ins Ziel kam, sowohl Rüdiger Helm als auch der Ungar Géza Csapó platzierten sich jedoch vor Dîba.
Bei den Olympischen Spielen 1980 in Moskau sicherte sich Dîba erneut zwei Medaillen. Als jeweils Zweiter im Vor- und Halbfinallauf erreichte er erneut das Finale über 500 Meter, das Uladsimir Parfjanowitsch aus der Sowjetunion mit 1:43,43 min vor dem Australier John Sumegi gewann, der mit 0,7 Sekunden Rückstand ins Ziel kam. Dîba folgte nochmals 0,8 Sekunden später auf dem dritten Rang, was ihm die Bronzemedaille einbrachte. Seinen zweiten Wettbewerb bestritt er zusammen mit Mihai Zafiu, Ion Geantă und Nicușor Eșanu im Vierer-Kajak. Sie verpassten die direkte Qualifikation für den Endlauf, als sie in ihrem Vorlauf nicht über den sechsten Platz hinauskamen. Im Halbfinallauf erreichten sie dann doch noch das Finale, nachdem sie diesen in 3:09,63 min gewannen. Dort waren sie mit 3:15,35 Minuten Rennzeit zwar deutlich langsamer, dennoch reichte die Laufzeit für den zweiten Platz hinter dem Vierer-Kajak aus der DDR mit Rüdiger Helm und vor dem bulgarischen Vierer. 1984 startete Dîba in Los Angeles gut in die Konkurrenz im Einer-Kajak über 500 Meter, als er sowohl seinen Vor- als auch seinen Halbfinallauf gewann. Im Finale verpasste er jedoch als Viertplatzierter einen weiteren Medaillengewinn, nachdem er das Ziel mit 0,36 Sekunden Rückstand auf den drittplatzierten Franzosen Bernard Brégeon erreichte. Auch auf der 1000-Meter-Strecke gelang ihm der Finaleinzug, blieb mit 3:51,61 min Laufzeit aber über vier Sekunden hinter den Medaillenrängen zurück. Er beendete den Wettkampf als Siebter.
Bei Weltmeisterschaften sicherte sich Dîba fünfmal den Titelgewinn. 1974 wurde er in Mexiko-Stadt zunächst im Einer-Kajak auf der 500-Meter-Distanz Weltmeister, ehe ihm dieser Erfolg auch in der 4-mal-500-Meter-Staffel gelang. Ein Jahr später gewann er in diesen beiden Disziplinen jeweils die Silbermedaille. Die Weltmeisterschaften 1977 in Sofia beendete Dîba im Einer-Kajak in den Wettbewerben über 500 Meter und über 1000 Meter jeweils auf den ersten Platz. Seinen fünften und letzten Titel gewann er 1978, als er in Belgrad seinen Titel im Einer-Kajak auf der 500-Meter-Strecke verteidigte.